# Relaciones China-Reino Unido
Las relaciones chino-británicas (en chino tradicional, 中英關係; en chino simplificado, 中英关系; pinyin, Zhōng-Yīng guānxì), conocidas también como relaciones anglo-chinas y relaciones sino-británicas, se refieren a las relaciones internacionales entre China (con sus distintos gobiernos a lo largo de la historia) y el Reino Unido. Aunque estuvieron en lados opuestos de la Guerra Fría, ambos países fueron aliados durante la Segunda Guerra Mundial, y son miembros permanentes del Consejo de Seguridad de las Naciones Unidas. Debido a la Guerra Fría, la primera y segunda guerra del Opio, y el estatus de Hong Kong, y otros temas, las relaciones entre China y Reino Unido en algunos momentos de la historia han sido complicadas, siendo mejores en otros momentos.
Entre 2008 y 2010, la República Popular de China y el Reino Unido disfrutaban de una relación amistosa, cercana y cooperativa. Sin embargo, la relación entre los dos países se ha deteriorado en el 2020 debido a la Ley de Seguridad Nacional de Hong Kong, aprobada por China el 30 de junio de ese mismo año.

## Cronología

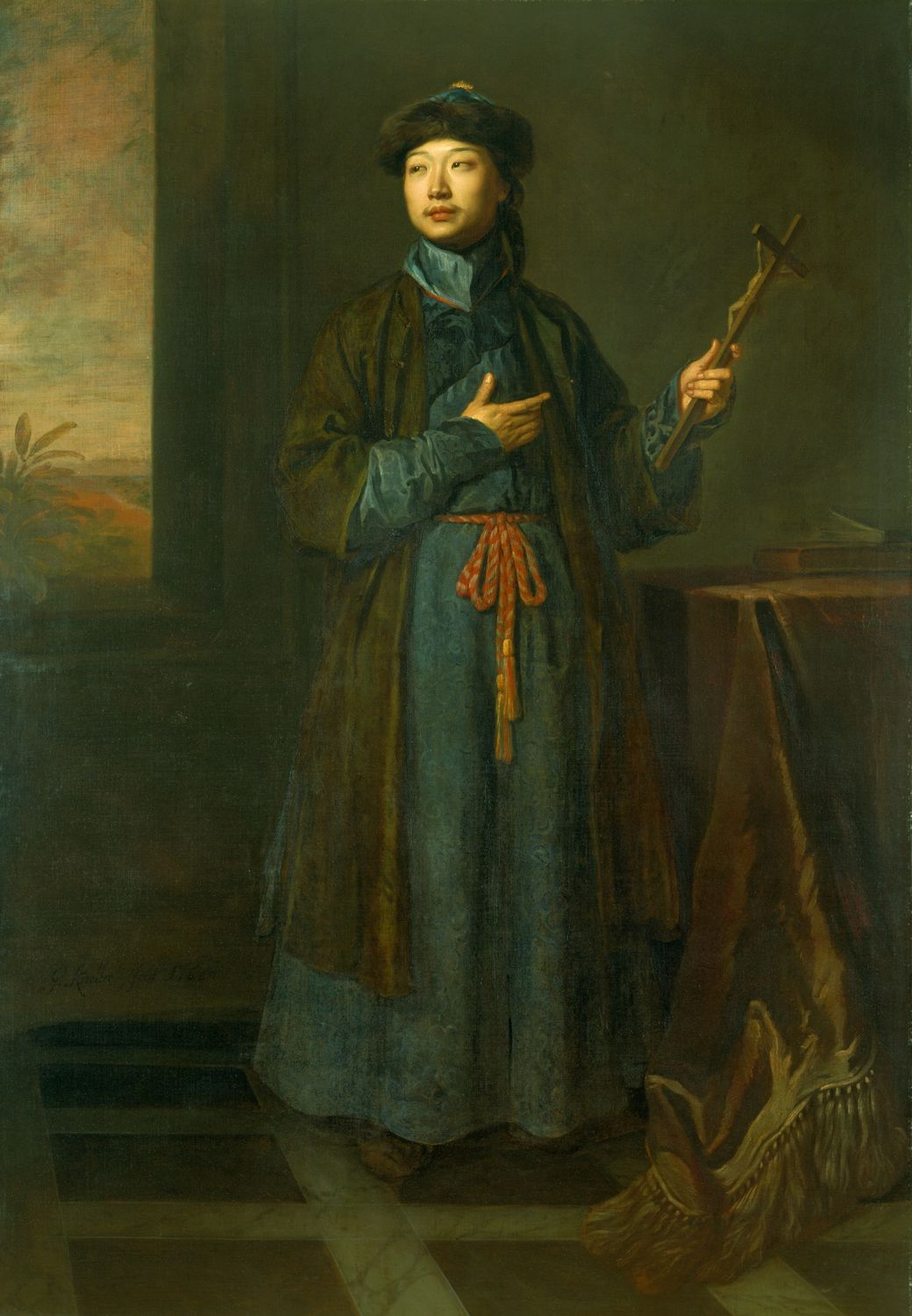
Michael Shen Fu-Tsung residió en Gran Bretaña de 1685 a 1688. «The Chinese Convert» de Sir Godfrey Kneller, 1687

### Entre 1280 y 1290
Rabban Bar Sauma de China visitó Francia y se reunió con el rey Eduardo I en Gascuña.

### Entre Inglaterra y la Dinastía Ming (1638-1644)
- En la década de 1620, los barcos ingleses llegaron a Macao, que fueron arrendados por China a Portugal. «El Unicornio», un barco mercante inglés, naufragó cerca de Macao y los portugueses sacaron los sakers (cañones) de los barcos y los vendieron a China alrededor de 1620, donde se reprodujeron como Hongyi-po.
- 27 de junio de 1637: Cuatro barcos fuertemente armados al mando del capitán John Weddell, llegaron a Macao en un intento de abrir el comercio entre Inglaterra y China. No estaban respaldados por la Compañía Británica de las Indias Orientales, sino más bien por un grupo privado dirigido por Sir William Courteen, que incluía el interés personal del rey Carlos I de 10.000 libras esterlinas. Se opusieron a las autoridades portuguesas en Macao (como exigían sus acuerdos con China) y rápidamente enfurecieron a las autoridades Ming. Más tarde, en el verano, capturaron fácilmente uno de los fuertes de Bogue, y pasaron varias semanas enfrascados en luchas de bajo nivel y al contrabando. Tras verse obligados a pedir ayuda a Portugal para liberar a tres rehenes, abandonaron el río de las Perlas el 27 de diciembre. No está claro si volvieron a casa.[3][4][5]

### Entre Gran Bretaña y la dinastía Qing (1644-1911)
- 1685: Michael Shen Fu-Tsung visita Gran Bretaña y se encuentra con el rey Jacobo II.[6]
- 1793: George Macartney, 1.er conde Macartney dirigió la Embajada de Macartney en Pekín (Beijing)
- 1816: William Pitt Amherst, primer conde Amherst dirigió la Embajada de Amherst en China.
- ca. 1820-1830: Los comerciantes británicos convirtieron la isla de Lintin en el estuario del río de las Perlas en un centro de comercio de opio.[7][8]
- 1833-35: Cuando Londres puso fin al monopolio de la Compañía Británica de las Indias Orientales sobre el comercio con China, tanto los gobiernos conservadores como los whig trataron de mantener la paz y las buenas relaciones comerciales. Sin embargo, el barón William Napier quería provocar una revolución en China que abriera el comercio. El Ministerio de Relaciones Exteriores, dirigido por Lord Palmerston, se opuso y buscó la paz.
- 1839-42: primera guerra del Opio, una victoria británica decisiva. El objetivo británico era hacer cumplir la igualdad y el respeto diplomáticos. La posición dominante británica fue reflejada por el biógrafo del ministro de Asuntos Exteriores Lord Palmerston:

«El conflicto entre China y Gran Bretaña era inevitable. Por un lado estaba un despotismo corrupto, decadente y plagado de castas, sin deseos ni capacidad de hacer la guerra, que dependía de la costumbre mucho más que de la fuerza para imponer privilegios y discriminaciones extremas, y que estaba cegado por un arraigado complejo de superioridad al creer que podían hacer valer su supremacía sobre los europeos sin poseer poder militar. En el otro lado estaba la nación más avanzada económicamente del mundo, una nación de empujones, de comerciantes bulliciosos, de autoayuda, de libre comercio y de las cualidades belicosas de John Bull.
Un punto de vista británico totalmente opuesto fue promovido por humanistas y reformistas como los cartistas y los inconformistas religiosos liderados por el joven William Ewart Gladstone. Argumentaban que a Palmerston sólo le interesaban las enormes ganancias que le reportaría a Gran Bretaña, y que era totalmente ajeno a los horribles males morales del opio que el gobierno chino trataba valientemente de erradicar».

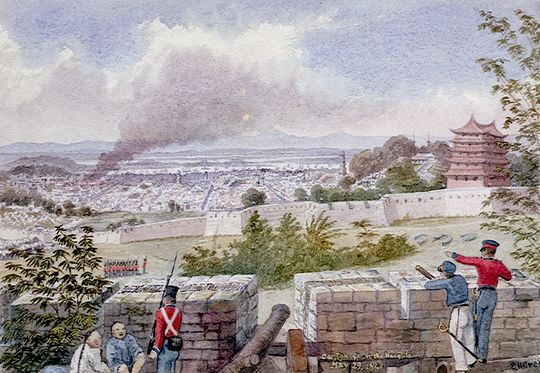
Bombardeo británico de Cantón desde las alturas circundantes durante la primera guerra del Opio, mayo de 1841

- 1841: Se firma la Convención de Chuenpi, destinada a poner fin a la guerra y a ceder la isla de Hong Kong a los británicos, pero nunca se ratifica.Firma del Tratado de Nankín (1842)

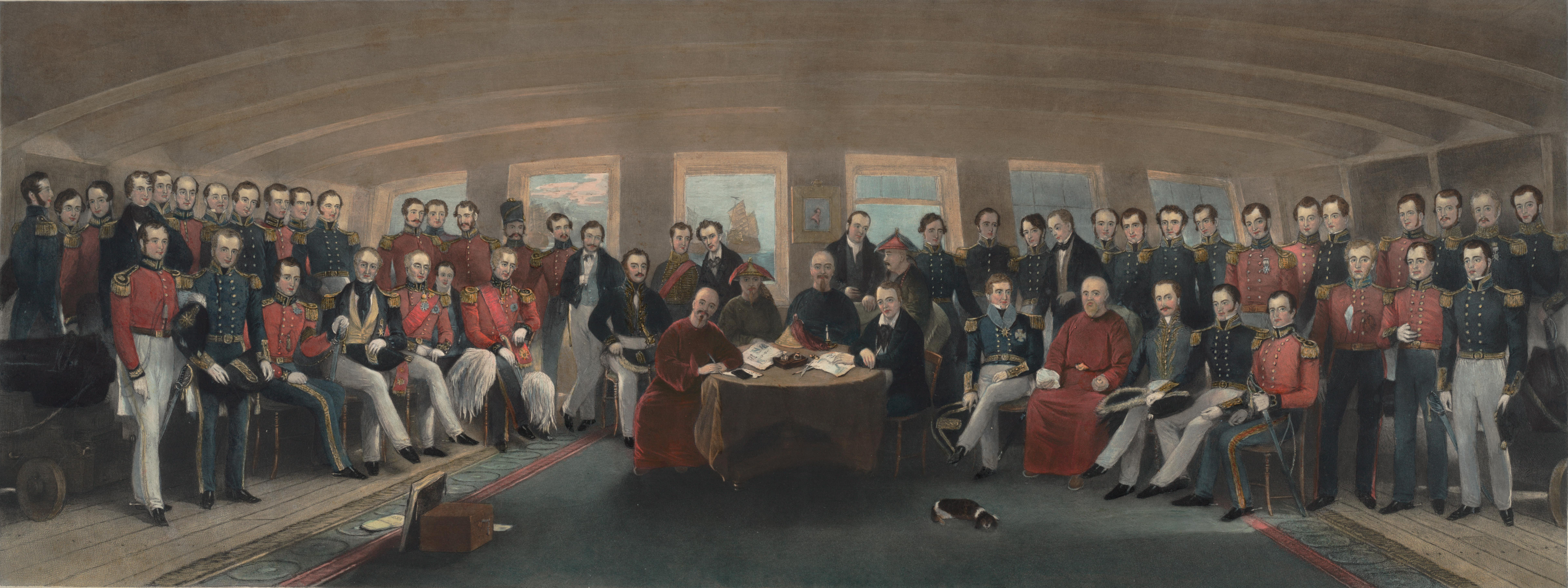
Firma del Tratado de Nankín (1842)

- 29 de agosto de 1842: El Tratado de Nankín pone fin a la guerra. Incluye la cesión de la isla de Hong Kong a los británicos y la apertura de cinco puertos abiertos al comercio internacional.
- Octubre de 1843: El Tratado del Bogue complementa el Tratado de Nankín al conceder la extraterritorialidad a los súbditos británicos en China y el estatus de nación más favorecida a Gran Bretaña.
- 1845-1863: Se establece la Concesión Británica en Shanghái, y poco después la Concesión Internacional de Shanghái (1863-1943) sustituye a la anterior.

- 1856-60: segunda guerra del Opio.
  - Junio de 1858: Lord Elgin firma el Tratado de Tianjin.
  - Octubre de 1860: El saqueo y la destrucción del Antiguo Palacio de Verano por las victoriosas tropas británicas y francesas.
  - Octubre de 1860: La Convención de Pekín pone fin a la guerra. La península de Kowloon es cedida a Gran Bretaña.
- 26 de marzo de 1861: De acuerdo con los tratados, se abre una legación británica en Pekín. En los años siguientes se abren consulados en todo el Imperio, incluidos Hankou (Wuhan), Takao (Kaohsiung), Tamsui (cerca de Taipéi), Shanghái y Xiamen.
- 1868: El motín de Yangzhou contra los misioneros cristianos.
- 1875: El asunto Margary.
- 1877: Se abre una legación china en Londres bajo el mando de Guo Songtao (Kuo Sung-t'ao).
- 1877-1881: Gran Bretaña asesora en la crisis de Ili.El diplomático Li Hongzhang (1823-1901), actuó como negociador entre Occidente y la última dinastía Qing. La reina Victoria lo nombró Caballero de la Gran Cruz de la Real Orden Victoriana.

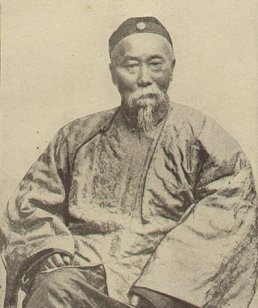
El diplomático Li Hongzhang (1823-1901), actuó como negociador entre Occidente y la última dinastía Qing. La reina Victoria lo nombró Caballero de la Gran Cruz de la Real Orden Victoriana.

- 1886: Después de que Gran Bretaña se hiciera con el control de Birmania, mantuvo el envío de tributos a China, situándose en un estatus inferior al de sus relaciones anteriores. En la convención de Birmania de 1886 se acordó que China reconocería la ocupación británica de la Alta Birmania mientras Gran Bretaña continuara con el pago de tributos birmanos cada diez años a Pekín.
- 1888: Guerra en Sikkim entre británicos y tibetanos. Por el Tratado de Calcuta (1890), China reconoce la soberanía británica sobre el norte de Sikkim.
- 17 de marzo de 1890: Convenio entre Gran Bretaña y China relativo a Sikkim y Tíbet, fija la frontera entre Sikkim y Tíbet.
- 1896: Sun Yat-sen es detenido en la legación china en Londres. Bajo la presión de la opinión pública británica, el Ministerio de Asuntos Exteriores consigue su liberación.
- 9 de junio de 1898: Convención para la Extensión del Territorio de Hong Kong (Segunda Convención de Pekín): Los Nuevos Territorios son arrendados a Gran Bretaña por 99 años y se incorporan a Hong Kong.
- 1898: Los británicos obtienen un contrato de arrendamiento del puerto de Weihaiwei, en Shandong, por el mismo tiempo que los rusos alquilan Port Arthur. (La referencia a los rusos fue sustituida por una a los japoneses después de 1905). En diciembre de 1898 se produce un incidente en el que barcos de vapor llegaron a Shanghái y dejaron a «cuatro jóvenes inglesas».
- 1900-1901: Inicia el Levantamiento de los bóxers.
- 1901: Se firma el tratado conocido como el Protocolo Bóxer.
- 1906: Tratado anglo-chino sobre el Tíbet, que Londres interpreta como la limitación de China a la soberanía sobre la región.
- 1909: El gobierno japonés reclama consulados extranjeros en Taiwán; los consulados británicos en Tamsui y Takoa cierran al año siguiente.

### Entre el RU y la República de China (1912-presente)

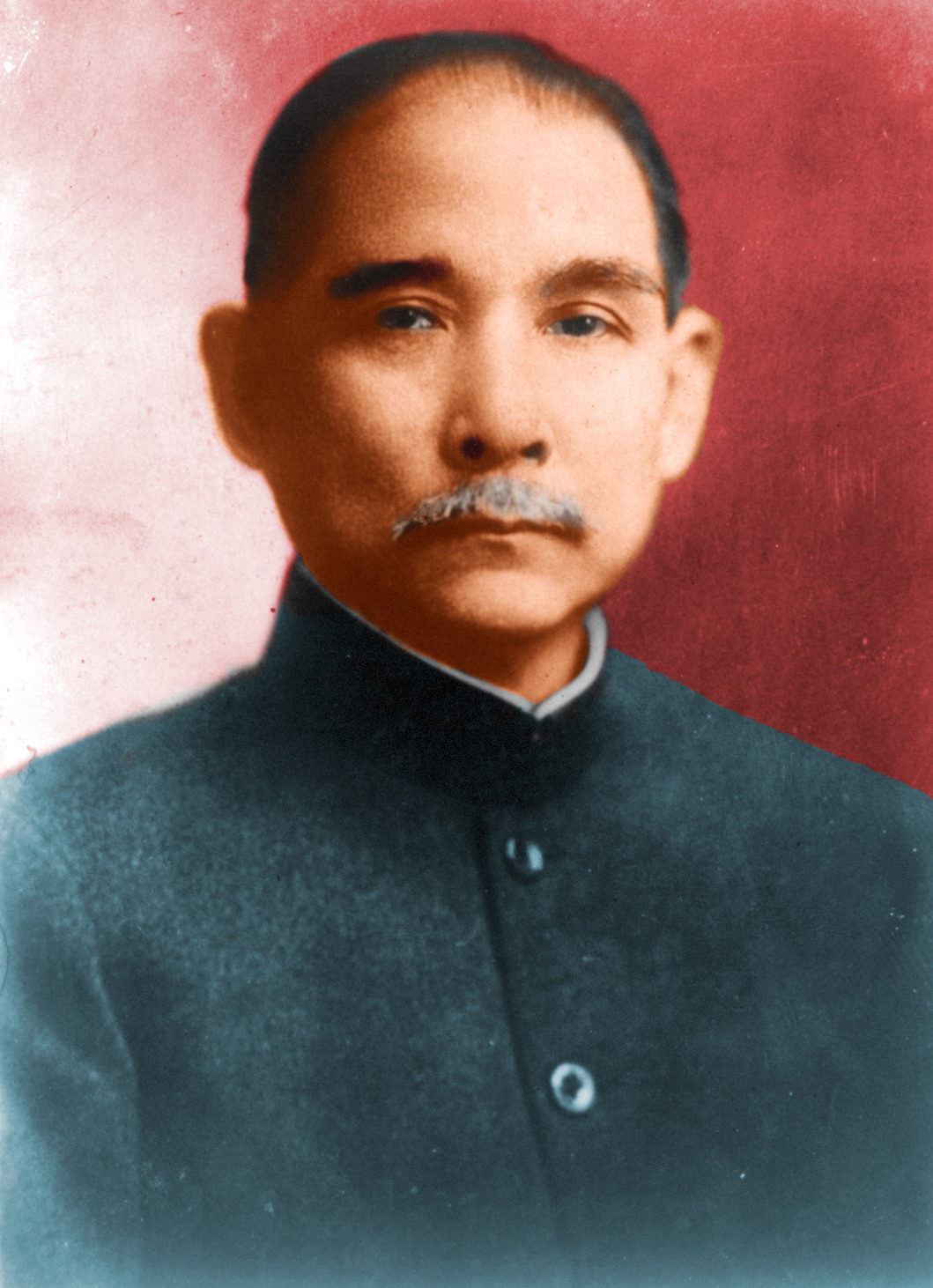
Los diplomáticos británicos rescataron a Sun Yat-sen de sus contrapartes de Qing en 1896. Sun posteriormente fundó la República de China.

- 1916: El Cuerpo de Trabajo de China recluta trabajadores chinos para ayudar a los británicos durante la Primera Guerra Mundial.
- 14 de agosto de 1917: China se une a Gran Bretaña como parte de los Aliados de la Primera Guerra Mundial.
- 4 de mayo de 1919: Comienza el Movimiento Antiimperialista del Cuatro de Mayo en respuesta al fracaso del gobierno de Beiyang para asegurar una parte del botín de la victoria de las principales potencias aliadas, después de que Gran Bretaña se pusiera del lado de su aliado en el tratado, Japón, en el problema de Shandong. A partir de este punto, los dirigentes de la República de China se alejan de los modelos occidentales y se acercan a la Unión Soviética.
- Noviembre de 1921-febrero de 1922: En la conferencia de desarme naval de Washington persistieron las rivalidades en torno a China. el Tratado de las Nueve Potencias reconoció oficialmente la soberanía china. Japón devolvió el control de la provincia de Shandong, del problema de Shandong, a China.
- 1922-1929: Estados Unidos, Japón y Gran Bretaña apoyaron a diferentes señores de la guerra. EE. UU. y Gran Bretaña fueron hostiles al gobierno revolucionario nacionalista en Guangzhou (Cantón) y apoyaron la rebelión de Chen Jiongming. Las reacciones chinas llevaron a la Expedición al Norte (1926-27) que finalmente unificó a China bajo Chiang-Kai-Shek.
  - 30 de mayo de 1925: Los oficiales de la Policía municipal de Shanghái, bajo la dirección británica, matan a nueve personas mientras intentan defender una comisaría de los manifestantes chinos, provocando la campaña antibritánica conocida como el Movimiento del 30 de Mayo.
  - 19 de febrero de 1927: Luego de los disturbios en las calles de Hankow (Wuhan), se firma el Acuerdo de Chen-O'Malley para proporcionar la mano de la zona de Concesión Británica a las autoridades chinas.
- 1929-1931: La clave para la soberanía china era conseguir el control de las tasas arancelarias, que las potencias occidentales habían establecido en un 5% bajo, y para poner fin a la territorialidad extra por la cual Gran Bretaña y otros controlaban a Shanghái y otros puertos de tratados. Estos objetivos fueron finalmente logrados en 1928-1931.
  - 1930: El puerto de Weihaiwei regresó a China.Un letrero que se muestra en Beijing ocupado por los japoneses en mayo de 1940

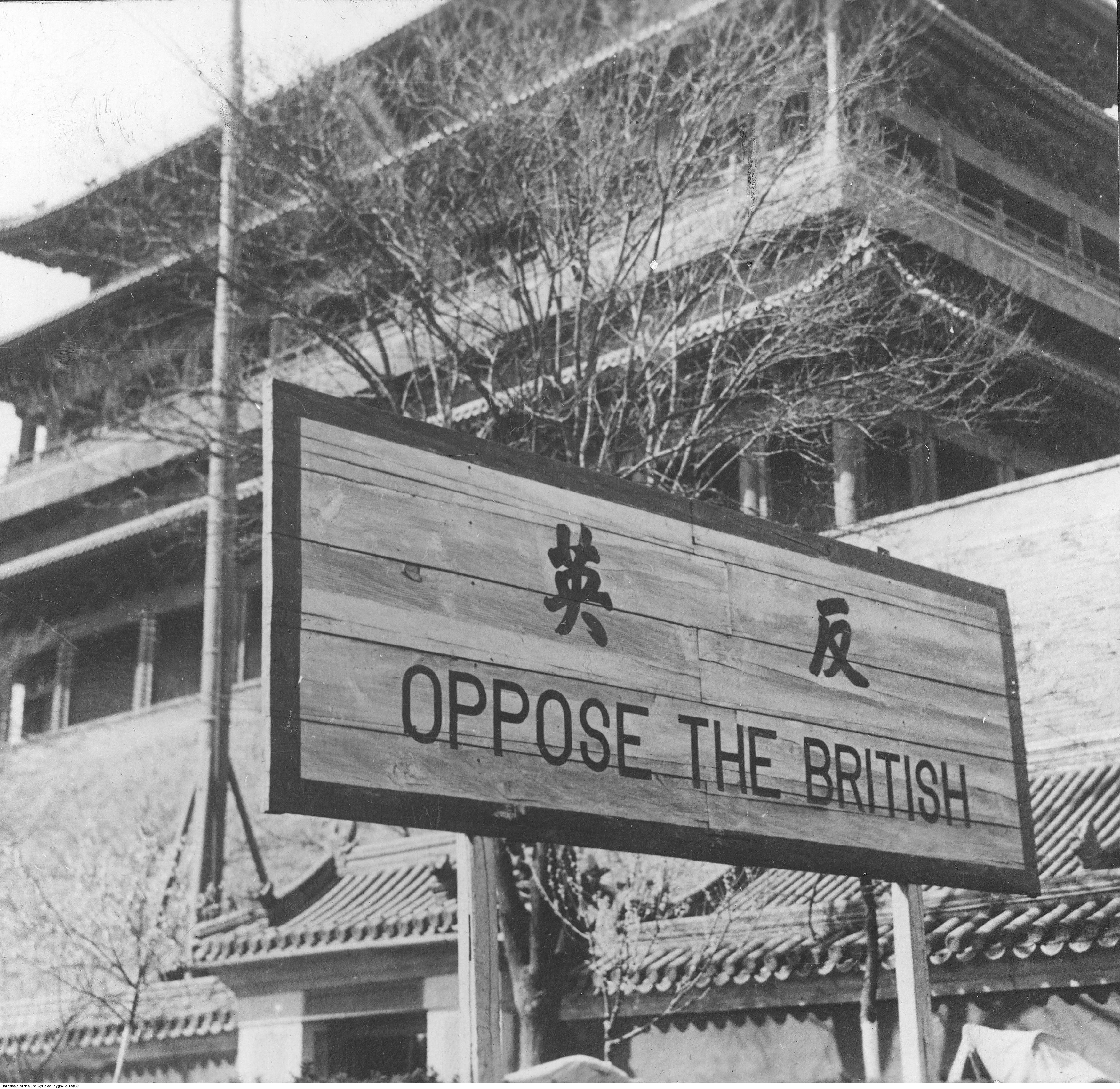
Un letrero que se muestra en Beijing ocupado por los japoneses en mayo de 1940

- 17 de mayo de 1935: Tras décadas de quejas chinas sobre el bajo rango de los diplomáticos occidentales, la legación británica en Beijing se convierte en una embajada.[9]
- 1936-37: La embajada británica se traslada a Nankín (Nankín), siguiendo la transferencia anterior allí de la capital china.
- 1937-41: La opinión pública y oficial británica está a favor de China en su guerra contra Japón, pero Gran Bretaña se enfoca en defender a Singapur y el Imperio y puede dar poca ayuda. Proporciona capacitación en la India para las divisiones de infantería chinas, al igual que bases aéreas en territorio indio utilizadas por los estadounidenses para enviar suministros y aviones de combate a China.
- 1941-45: Chinos y británicos luchan lado a lado contra Japón en la Segunda Guerra Mundial. Los británicos entrenan a las tropas chinas en la India y las usan en la campaña de Birmania.Chiang-Kai-Shek y Winston Churchill como aliados contra Japón, 1941-1945

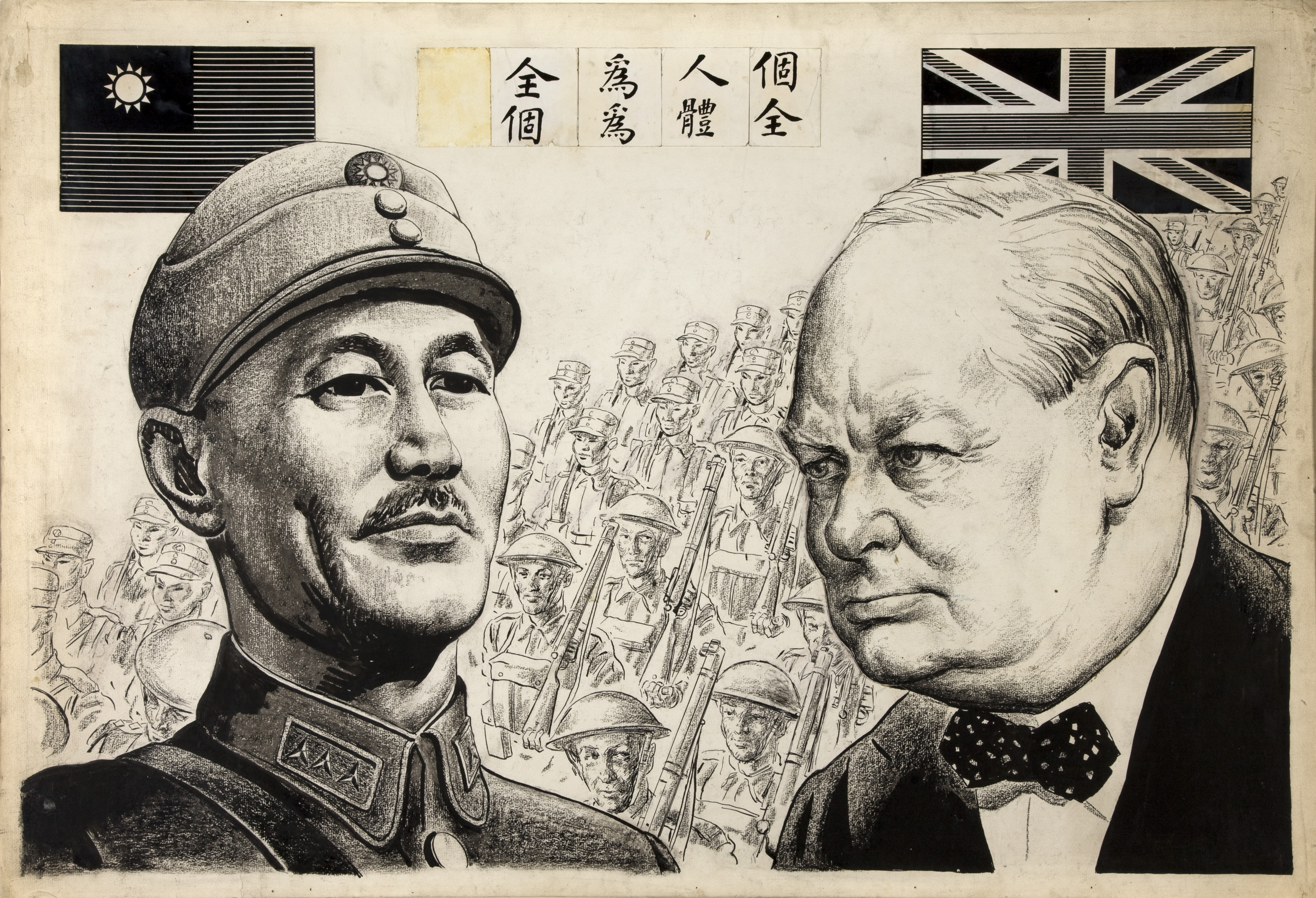
Chiang-Kai-Shek y Winston Churchill como aliados contra Japón, 1941-1945

- 6 de enero de 1950: El Gobierno de Su Majestad (HMG por sus siglas en inglés) elimina su reconocimiento hacia la República de China. La embajada de Nankín es luego retirada. El Consulado de Tamsui se mantuvo abierto con el pretexto de servir de enlace con el Gobierno provincial de Taiwán.
- 13 de marzo de 1972: El Consulado de Tamsui es cerrado.[10]
- Febrero de 1976: El Comité de Comercio de Anglo Taiwán es creado para promover el comercio entre Gran Bretaña y Taiwán.[11]

- 30 de junio de 1980: Las autoridades de la República de China confiscan el Fuerte de Santo Domingo como pago de un alquiler impagado.[10]
- 1989: El Comité de Comercio Anglo-Taiwán comienza a emitir visas británicas en Taipéi.
- 1993: Apertura de la Oficina de Comercio y Cultura Británica en Taipéi.[12]
- Octubre de 2020: Taiwán (RC) dona una serie de máscaras médicas al Reino Unido para ayudar a combatir la pandemia de COVID-19. Las mascarillas donadas fueron transferidas a la NHS para su distribución. Las máscaras se encuentran entre 7 millones donados a países europeos.

### Entre el Reino Unido y la República Popular de China (1949-presente)

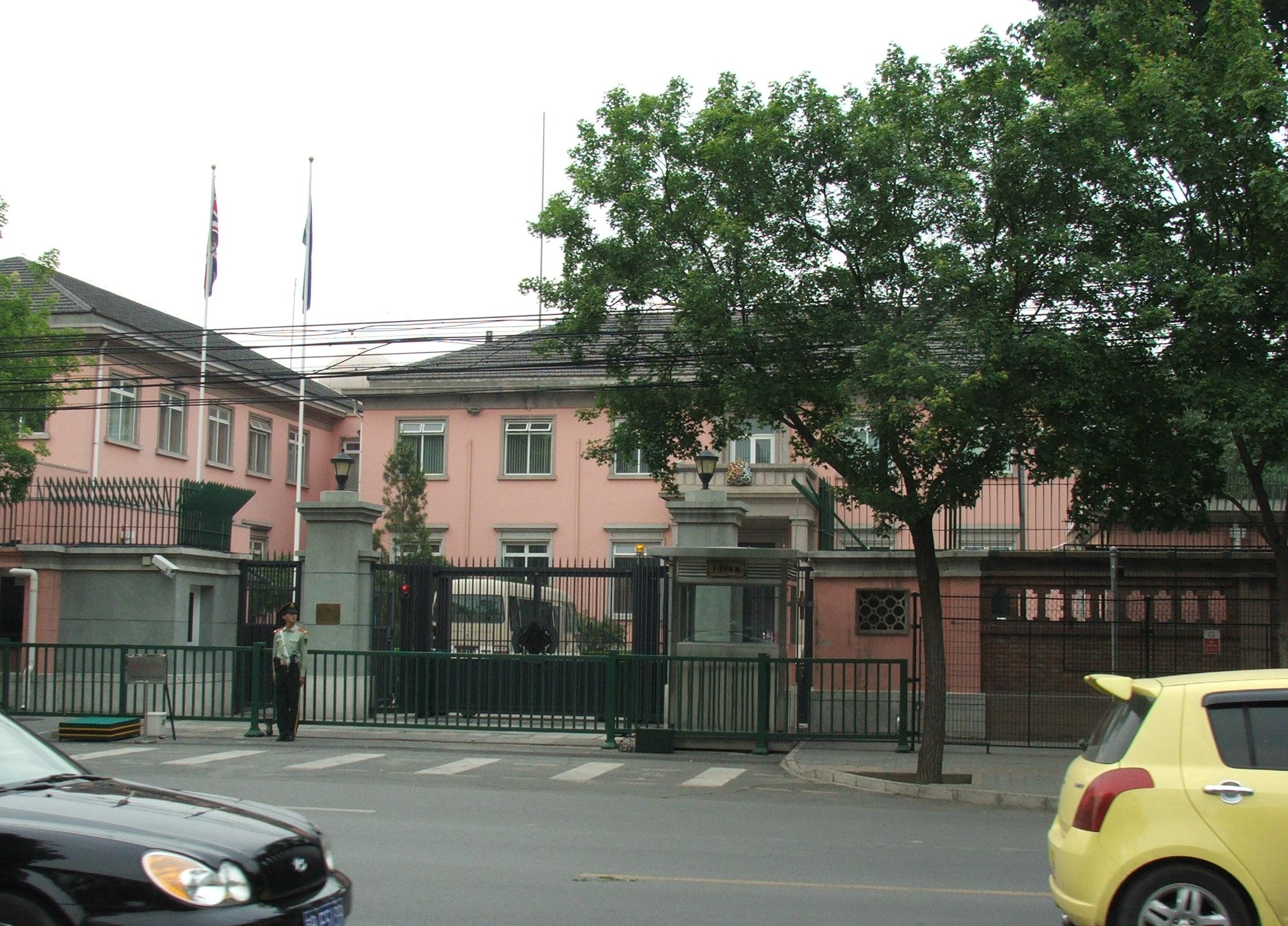
La embajada británica en Pekín, 2008

El Reino Unido y el Gobierno Nacional de la República de China fueron aliados durante la Segunda Guerra Mundial. Gran Bretaña buscó la estabilidad en China después de la guerra para proteger sus más de £ 300 millones en inversiones, mucho más que las de Estados Unidos. En el Acuerdo de Moscú de 1945 acordó no interferir en los asuntos chinos, pero simpatizó con los nacionalistas, que hasta 1947 estaban ganando la guerra civil china contra el Partido Comunista de China.

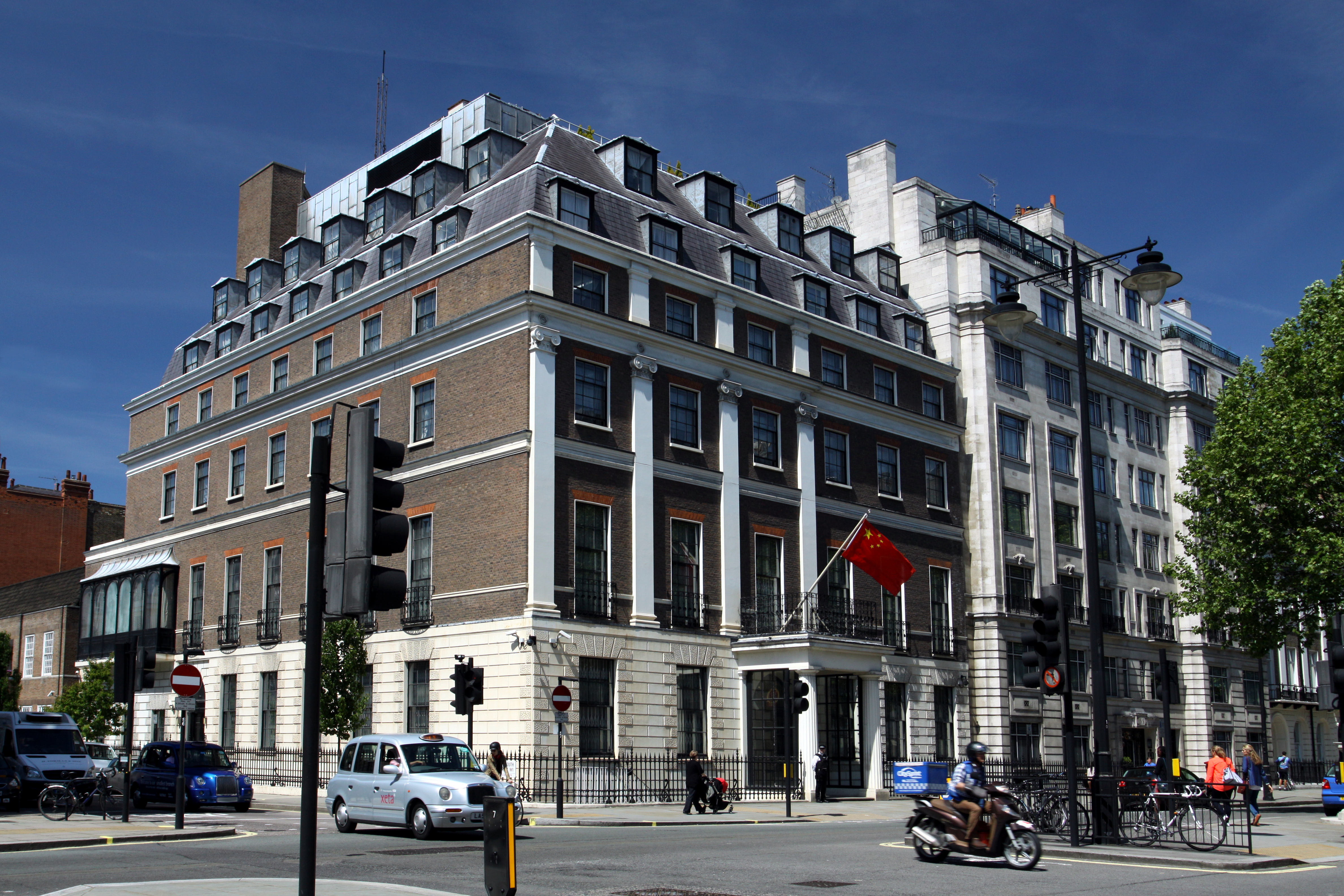
La embajada china en Portland, 2013

Sin embargo, en agosto de 1948, la victoria de los comunistas hicieron que el gobierno británico comenzara a prepararse para una toma comunista del país. Mantuvo abiertos los consulados en áreas controladas por los comunistas y rechazó las solicitudes de los nacionalistas de que los ciudadanos británicos ayudaran en la defensa de Shanghái. En diciembre, el gobierno concluyó que aunque la propiedad británica en China probablemente sería nacionalizada, los comerciantes británicos se beneficiarían a largo plazo de una China comunista industrializada y estable. Mantener Hong Kong fue especialmente importante; aunque los comunistas prometieron no interferir con su gobierno, Gran Bretaña reforzó la guarnición de Hong Kong durante 1949. Cuando el gobierno comunista victorioso declaró el 1 de octubre de 1949 que intercambiaría diplomáticos con cualquier país que pusiera fin a las relaciones con los nacionalistas, Gran Bretaña —después de conversaciones con otros miembros de la Commonwealth y países europeos— reconoció formalmente a la República Popular China en enero de 1950.
- 20 de abril de 1949: El Ejército Popular de Liberación ataca al HMS Amethyst que viajaba a la embajada británica en Nankín en el incidente del Amethyst, así realizándose una misión de rescate. Los comunistas chinos no reconocen los Tratados Desiguales y protestan por el derecho del barco a navegar por el Yangtsé.
- 6 de enero de 1950: El Reino Unido reconoce a la República Popular China como el gobierno de China y envía un encargado de negocios interino en Beijing (Pekín). Los británicos esperan un rápido intercambio de embajadores.[9][13] No obstante, la República Popular exige concesiones sobre la sede china en la ONU y los activos extranjeros de la República de China.
  - c. 1950: Las empresas británicas que buscan comerciar con la República Popular China forman el Grupo de los 48 (ahora Consejo Empresarial China-Gran Bretaña).
  - 1950: Las fuerzas británicas de la Commonwealth en Corea defienden con éxito la colina 282 contra las fuerzas chinas y norcoreanas en la Batalla de Pakchon, parte de la guerra de Corea.
  - 1950: El Ejército Popular de Voluntarios Chino derrota a las fuerzas de la ONU, incluido a los británicos en la batalla del embalse de Chosin, parte de la guerra de Corea.
- 1951: Las fuerzas chinas se enfrentan con las de la ONU, incluyendo las británicas, en la batalla del río Imjin.
  - 1951: Las fuerzas chinas que atacan superadas en número a las fuerzas de la Commonwealth británica, son retenidas en la batalla de Kapyong.
  - 1951: Las fuerzas de la Commonwealth británica capturan con éxito la colina 317 de las fuerzas chinas en la batalla de Maryang San.
- 1953: Las fuerzas británicas superadas en número, defienden exitosamente Yong Dong contra las fuerzas chinas en la tercera batalla del Hook.
- 1954: Se crea el Comité de Comercio Sino-Británico como organismo comercial semioficial (luego se fusionó con el Grupo de los 48).
  - 1954: Una delegación del Partido Laborista Británico que incluye a Clement Attlee, visita China por invitación del entonces ministro de Relaciones Exteriores, Zhou Enlai. Attlee se convirtió en el primer político occidental de alto rango en conocer a Mao Zedong.[14]
- 17 de junio de 1954: Tras las conversaciones en la Conferencia de Ginebra, la República Popular China acuerda destinar un encargado de negocios en Londres. Las mismas conversaciones dieron como resultado un acuerdo para reabrir una oficina británica en Shanghái y la concesión de visas de salida a varios empresarios británicos confinados al continente desde 1951.[15]
- 1961: El Reino Unido comienza a votar en la Asamblea General a favor del ingreso de la República Popular China en las Naciones Unidas. Se ha abstenido en las votaciones desde 1950.
- Junio de 1967: Los Guardias rojos irrumpen en la legación británica en Pekín y asaltan a tres diplomáticos y a un secretario. Las autoridades de la República Popular China se niegan a condenar la acción. Los funcionarios británicos en Shanghái fueron atacados en un incidente separado, cuando las autoridades de la RPC intentaron cerrar la oficina allí.[16]
- Junio-agosto de 1967: Empiezan los disturbios en Hong Kong en 1967. El comandante de la Región Militar de Guangzhou, Huang Yongsheng, sugiere en secreto invadir Hong Kong, pero su plan es vetado por Zhou Enlai.[17]
  - Julio de 1967: Siguen los disturbios en Hong Kong, las tropas del Ejército Popular de Liberación chino, armados, disparan contra la Policía Británica de Hong Kong, matando a 5 de ellos.
  - 23 de agosto de 1967: Una turba de la Guardia Roja saquea la legación británica de Beijing, hiriendo levemente al encargado de negocios y a otros miembros del personal, en respuesta a los arrestos británicos de agentes comunistas en Hong Kong.[18] Un corresponsal de Reuters, Anthony Gray, también fue encarcelado por las autoridades del gobierno popular.[19]
  - 29 de agosto de 1967: Diplomáticos chinos armados atacan a la policía británica que custodiaba la legación china en Londres.[20]
- 13 de marzo de 1972: La República Popular le otorga pleno reconocimiento al gobierno del Reino Unido, lo que permite el intercambio de embajadores. El Reino Unido reconoce la posición de la RPC sobre Taiwán sin aceptarla.[21]
- 1982: Durante las negociaciones con Margaret Thatcher sobre la devolución de Hong Kong, Deng Xiaoping le dice que China puede simplemente invadir Hong Kong. Tres décadas después (2007) se revela que tales planes existieron efectivamente.[17]
- 1984: Se firma la Declaración Conjunta Sino-británica entre el Reino Unido, Irlanda del Norte y la RPC.
- 12-18 de octubre de 1986: La reina Isabel II realiza una visita de Estado a la República Popular, convirtiéndose en la primera monarca británica que visita China.
- 30 de junio-1 de julio de 1997: Comienza la transferencia de soberanía sobre Hong Kong del Reino Unido a China.
- 1997: China y Gran Bretaña forjan una asociación estratégica.[1]
- 21 de enero de 2005: Las relaciones sino-británicas entran en un período de madurez.[22]
- 24 de agosto de 2008: El alcalde de Pekín, Guo Jinlong, le entrega la bandera olímpica al alcalde de Londres, Boris Johnson, para los Juegos Olímpicos de verano de 2012 en Londres.
- 29 de octubre de 2008: El Reino Unido reconoce al Tíbet como parte integral de la República Popular China. Anteriormente, solo había reconocido la soberanía china sobre la región.[23]
- 29 de diciembre de 2009: Las relaciones entre China y Gran Bretaña se tensan después de la ejecución de Akmal Shaikh, un ciudadano británico que fue detenido por tráfico de drogas.[24] Debido a que se decía que tenía una enfermedad mental,[25] se le pidió a la Corte China en revisar su sentencia.
- 26 de junio de 2010: El líder supremo de China, Hu Jintao, invita al primer ministro británico, David Cameron, a mantener conversaciones en Beijing, de lo que parece ser un nuevo inicio para las dos naciones.
- 5 de julio de 2010: Ambos países se comprometen a una cooperación militar más estrecha.[26]
- 8 de noviembre de 2010: Se cumplió con la promesa en las conversaciones entre el vice primer ministro chino Li Keqiang, y el ministro de hacienda del Reino Unido, George Osborne, para una mayor cooperación, cuando asistieron a la tercera China-UK Economic and Financial Dialogue en Pekín.
- 9 de noviembre de 2010: Los lazos entre China y el Reino Unido, se encuentran para entonces «en buen momento».[27]
- 10 de noviembre de 2010: Las dos naciones acuerdan colaborar entre ellas de una manera más cercana.[2]

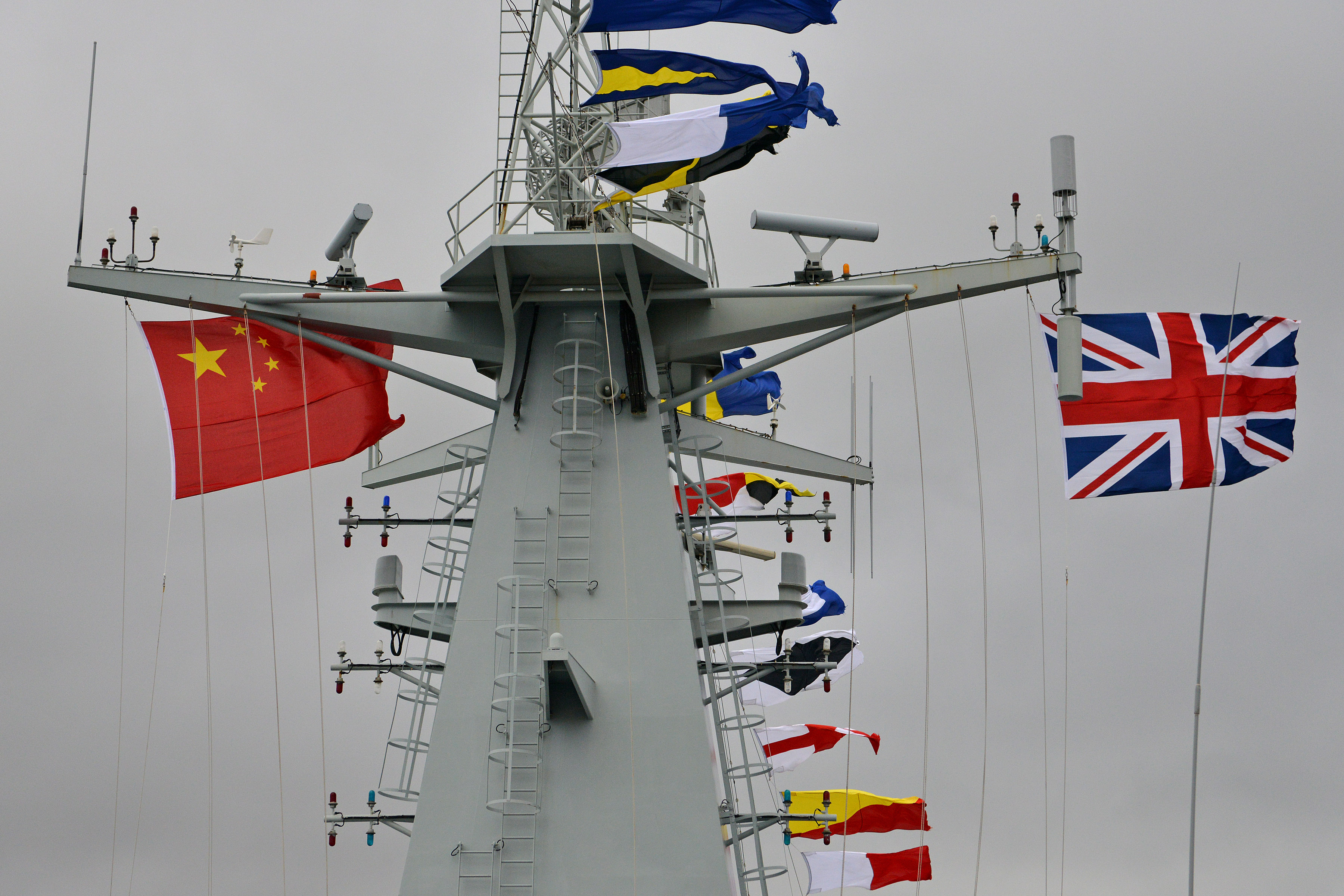
Las banderas de China y el Reino Unido, desplegadas en el buque Changbai Shan del PLAN durante una visita a Portsmouth en 2015

- 25 de noviembre de 2010: Altos mandos militares se reunieron en Pekín para discutir la cooperación militar, entre ellos el subjefe del Estado Mayor del Ejército Popular de Liberación, y el jefe del Estado Mayor del ejército británico.[28]
- 9 de enero de 2011: Entre China y Reino Unido, las relaciones han tenido un buen comienzo.[29]
- 12 de enero de 2011: China y Gran Bretaña planean intensificar su asociación estratégica.[30]
- 26 de junio de 2011: El primer ministro chino, Wen Jiabao, visita Londres con el fin de planificar el comercio entre los dos países, que ascienden a un valor de miles de millones de libras.

## Diplomacia

### Del Reino Unido
- Pekín (Embajada)
- Chongqing (Consulado general)
- Cantón (Consulado general)
- Hong Kong (Consulado general)
- Shanghái (Consulado general)
- Wuhan (Consulado general)

### De China
- Londres (Embajada)
- Belfast (Consulado general)
- Edimburgo (Consulado general)
- Mánchester (Consulado general)

## Afiliaciones en común

### Financieras
- Banco Asiático de Desarrollo
- Banco Asiático de Inversión en Infraestructura
- Banco Mundial
- Banco de Pagos Internacionales
- Grupo de Acción Financiera Internacional

### Organizaciones
- Agencia Internacional de la Energía
- Agencia Internacional de las Energías Renovables
- Cámara de Comercio Internacional
- Comisión Electrotécnica Internacional
- Comité Olímpico Internacional
- Consejo de Seguridad de las Naciones Unidas
- Corte Internacional de Justicia
- Fondo Monetario Internacional
- Organismo Internacional de Energía Atómica
- Organización Hidrográfica Internacional
- Organización Internacional de Policía Criminal
- Organización Marítima Internacional
- Organización Meteorológica Mundial
- Organización Mundial de Aduanas
- Organización Mundial del Comercio
- Organización Mundial de la Salud
- Organización Mundial del Turismo
- Organización de las Naciones Unidas
- Organización de las Naciones Unidas para la Alimentación y la Agricultura
- Organización de las Naciones Unidas para la Educación, la Ciencia y la Cultura
- Unión Internacional de Telecomunicaciones
- Unión Postal Universal

### Políticas
- Grupo de los 20

### Convenios y tratados
- Ejercicios RIMPAC
- Tratado de No Proliferación Nuclear

## Transporte

### Transporte aéreo
Las tres principales aerolíneas chinas, Air China, China Eastern y China Southern, vuelan entre el Reino Unido y China, principalmente entre Londres-Heathrow y los tres principales centros aéreos de Pekín, Shanghái y Guangzhou. China Southern también vuela entre Heathrow y Wuhan. Entre otras compañías aéreas de China, Hainan Airlines vuela entre Mánchester y Beijing (Pekín), Beijing Capital Airlines ofrece vuelos de Heathrow a Qingdao, mientras que Tianjin Airlines ofrece vuelos entre Tianjin, Chongqing y Xi'an a Londres-Gatwick. La aerolínea de bandera de Hong Kong, Cathay Pacific, también vuela entre Hong Kong a Heathrow, Gatwick y Mánchester. La aerolínea de bandera británica British Airways vuela a solo a tres destinos en China; Beijing, Shanghái y Hong Kong, y en el pasado Chengdu. Su rival Virgin Atlantic vuela entre Heathrow a Shanghái y Hong Kong. British Airways ha mencionado que está interesada en arrendar el COMAC C919 de China en su grupo de aviones de Boeing y Airbus.

### Transporte ferroviario
En enero de 2017, China Railway y DB Cargo pusieron en marcha la línea ferroviaria Yiwu-Londres que conecta la ciudad de Yiwu y el distrito londinense de Barking, creando la línea ferroviaria de mercancías más larga del mundo. La MTR de Hong Kong opera el servicio TfL Rail de Londres y tiene una participación del 30% en South Western Railway. Ese mismo año, el fabricante de trenes CRRC obtuvo un contrato para construir 71 vagones de ingeniería para el metro de Londres. Esta es la primera vez que un fabricante chino gana un contrato ferroviario.

## Británicos en China

### Estadistas
- Sir Robert Hart fue un estadista escocés-irlandés que sirvió al gobierno imperial chino como inspector general de la Aduana Marítima desde 1863 hasta 1907.
- George Ernest Morrison, corresponsal residente del periódico The Times, Londres, en Pekín en 1897, y asesor político del presidente de China desde 1912 hasta 1920.

### Diplomáticos
- Sir Thomas Wade (primer profesor de chino en la Universidad de Cambridge)
- Herbert Giles (segundo profesor de chino en la Universidad de Cambridge)
- Harry Parkes
- Sir Claude MacDonald
- Sir Ernest Satow (se desempeñó como ministro en China, desde 1900 hasta 1906)
- John Newell Jordan (le siguió a Satow)
- Sir Christopher Hum
- Augustus Raymond Margary

### Empresarios
- Lancelot Dent
- Keswick family
- William Jardine

### Militares
- Charles George Gordon

### Misioneros
- Robert Morrison
- Hudson Taylor
- Griffith John
- Cambridge Seven
- Eric Liddell
- Gladys Aylward

### Académicos
- Frederick W. Baller
- James Legge (primer profesor de chino en la Universidad de Oxford)
- Joseph Needham
- Jonathan Spence

## Estadistas chinos
- Li Hongzhang
- Zhang Zhidong